# ليمون البحر
ليمون البحر أو ليمون البحر الكاذب، هو نوع من عاريات الخيشوم البحرية الملونة، ورخويات بطنيات الأقدام البحرية عديمة الصدفة. ينبعث من هذا الحيوان رائحة حمضيات لطيفة عند لمسه، وهذا (إلى جانب لونه الأصفر) وهو المسؤول عن الاسم الشائع "ليمون البحر". يشمل نظامها الغذائي الإسفنج الأرجواني.

## الإنتشار
يتواجد ليمون البحر في شرق المحيط الهادئ من ألاسكا إلى ولاية باها كاليفورنيا.

## الوصف
هذا النوع من عاريات الخيشوم متغير في اللون، من الأصفر الباهت للغاية إلى الأصفر الغني، إلى البرتقالي الداكن إلى حد ما، والظهر مغطى بحديبة. هناك عدد من البقع الداكنة على الظهر، ولكن ليس على الحديبات نفسها. تختلف هذه البقع الداكنة كثيرًا من كائن إلى كائن آخر. يمكن أن يصل حجم هذا الحيوان إلى 200 ملم، أو حوالي 8 بوصات في الطول.

## الصور

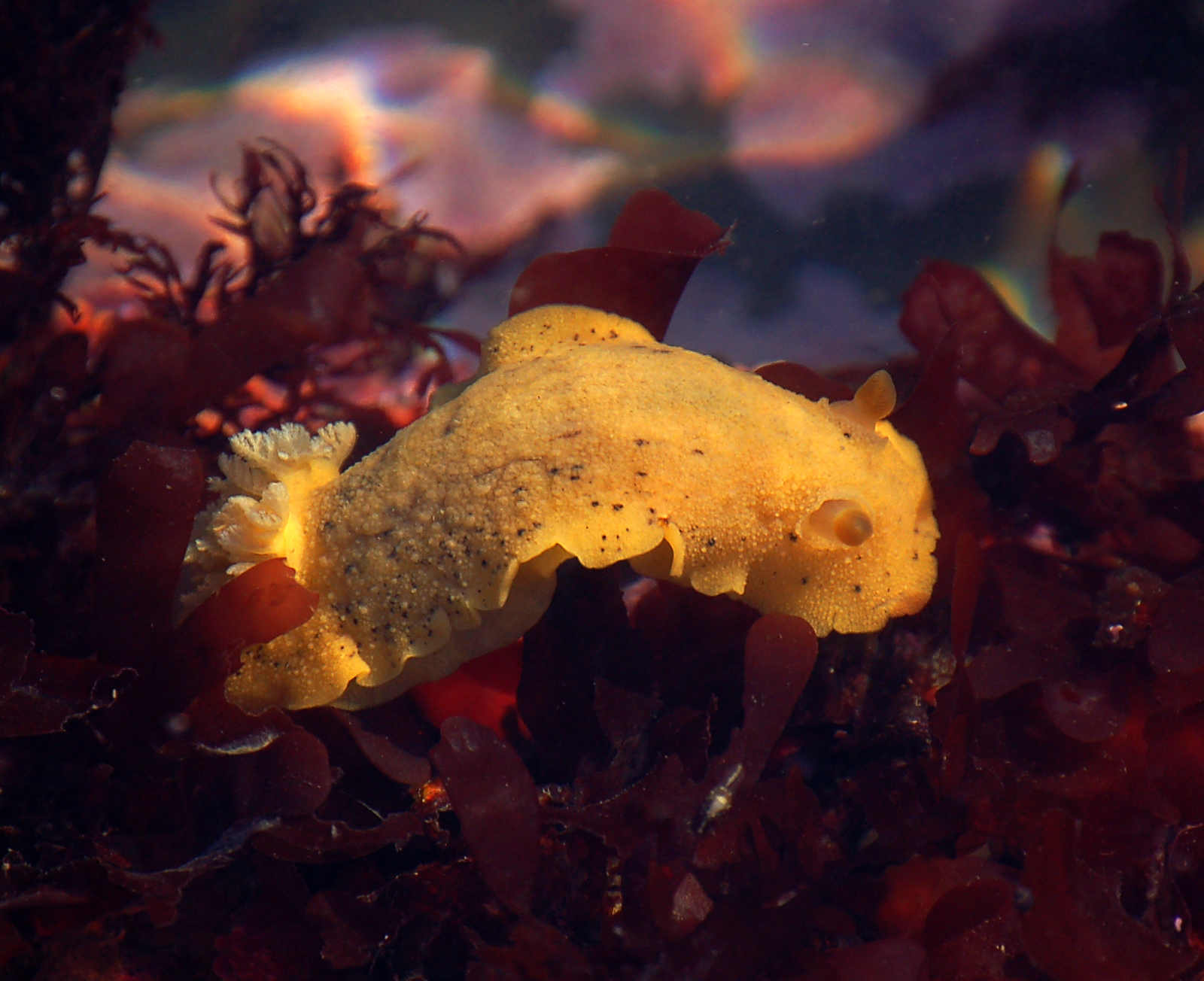
ليمون البحر ذو لون أصفر غامق يزحف على الطحالب الحمراء
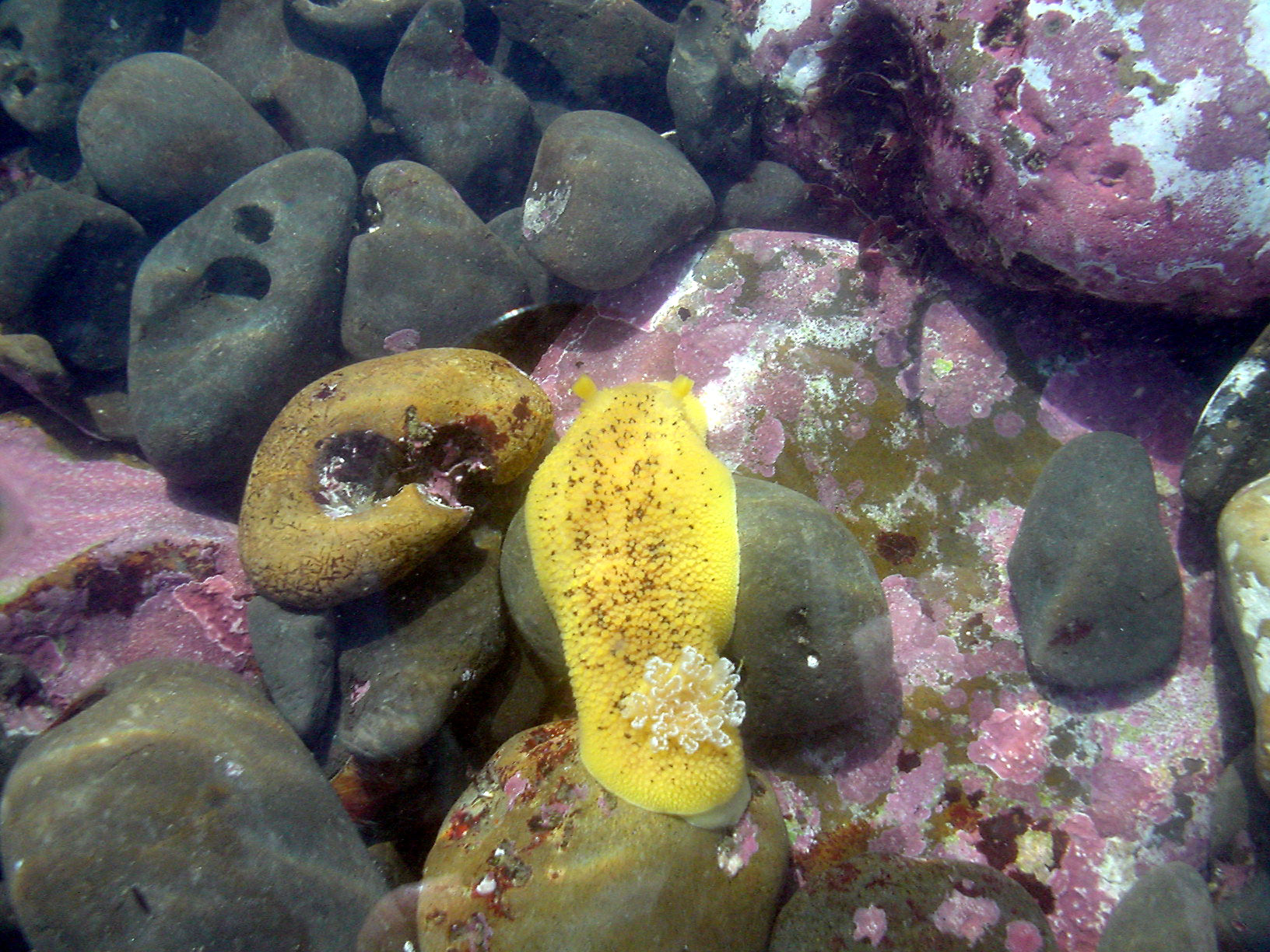
ليمون البحر على شاطئ موس بمقاطعة سان ماتيو بكاليفورنيا

## روابط خارجية
- Behrens D.W., 1980, Pacific Coast Nudibranchs: a guide to the opisthobranchs of the northeastern Pacific, Sea Challenger Books, Washington
- Dayrat B. 2010. A monographic revision of discodorid sea slugs (Gastropoda, Opisthobranchia, Nudibranchia, Doridina). Proceedings of the California Academy of Sciences, Series 4, vol. 61, suppl. I, 1-403, 382 figs.
- Sea Slug Forum, species fact sheet:
- Slug Site: